# Диллон, Кармен
Ка́рмен Ди́ллон (англ. Carmen Dillon; 25 октября 1908, Хендон, Лондон, Англия, Великобритания — 12 апреля 2000, Хов, Восточный Суссекс, Англия, Великобритания) — британский арт-директор и художник-постановщик фильмов. Лауреат премии «Оскар» (1949) в номинации «Лучшая работа художника-постановщика (чёрно-белые фильмы)» за фильм «Гамлет» (1948), а также номинантка на премию в номинации «Лучшая работа художника-постановщика (цветные фильмы)» за фильм «Генрих V» (1944).

## Биография и карьера
Диллон родилась в Хендоне в семье ирландца Джозефа Томаса Диллона и его жены Терезы. Она была одной из шести детей, за хорошее образование которых платили их родители-католики. Кармен ходила в школу Нового Зала в Челмсфорде. Старший брат умер во время Первой мировой войны, одна сестра стала монахиней, а другой брат эмигрировал. Кармен и её сестры Тереза и Агнес Диллон, больше известная как Уна, были оставлены, чтобы выполнить амбиции своих родителей за них.
Диллон изначально работала архитектором, но в 1934 году её пригласили присоединиться к киноиндустрии, что было основано на её увлечении актёрским мастерством и рисованием. Она стала арт-директором и художником-постановщиком и получила «Оскар» за фильм Лоренса Оливье 1948 года «Гамлет». Известно, что в течение двадцати пяти лет она была единственной женщиной-арт-директором в британской киноиндустрии.
Ни одна из трёх сестер Диллон не вышла замуж, и они провели вместе 42 года в большой квартире в Кенсингтоне. Тесс Диллон возглавляла физический факультет в колледже королевы Елизаветы. В 1985 году Кармен перебралась в Хоув со своей сестрой Уной, которая основала компанию Dillons Booksellers. Кармен пережила свою сестру и умерла 12 апреля 2000 года на 92-м году жизни, оставшись последней из своего многочисленного семейства.

## Избранная фильмография
- 1943 — «Слабый пол» / The Gentle Sex
- 1944 — «Генрих V» / Henry V
- 1948 — «Гамлет» / Hamlet
- 1951 — «Версия Браунинга» / The Browning Version
- 1955 — «К лучшему» / One Good Turn
- 1955 — «Ричард III» / Richard III
- 1957 — «Принц и танцовщица» / The Prince and the Showgirl
- 1959 — «Сапфир» / Sapphire
- 1969 — «Грешный Дэви» / Sinful Davey
- 1971 — «Посредник» / The Go-Between
- 1972 — «Леди Каролина Лэм» / Lady Caroline Lamb
- 1976 — «Омен» / The Omen
- 1977 — «Джулия» / Julia